# Gláucio de Jesus Carvalho
Gláucio de Jesus Carvalho, född 11 november 1975, är en brasiliansk tidigare fotbollsspelare.
I april 1995 blev han uttagen i Brasiliens trupp till U20-världsmästerskapet 1995.